# Government House, Sydney

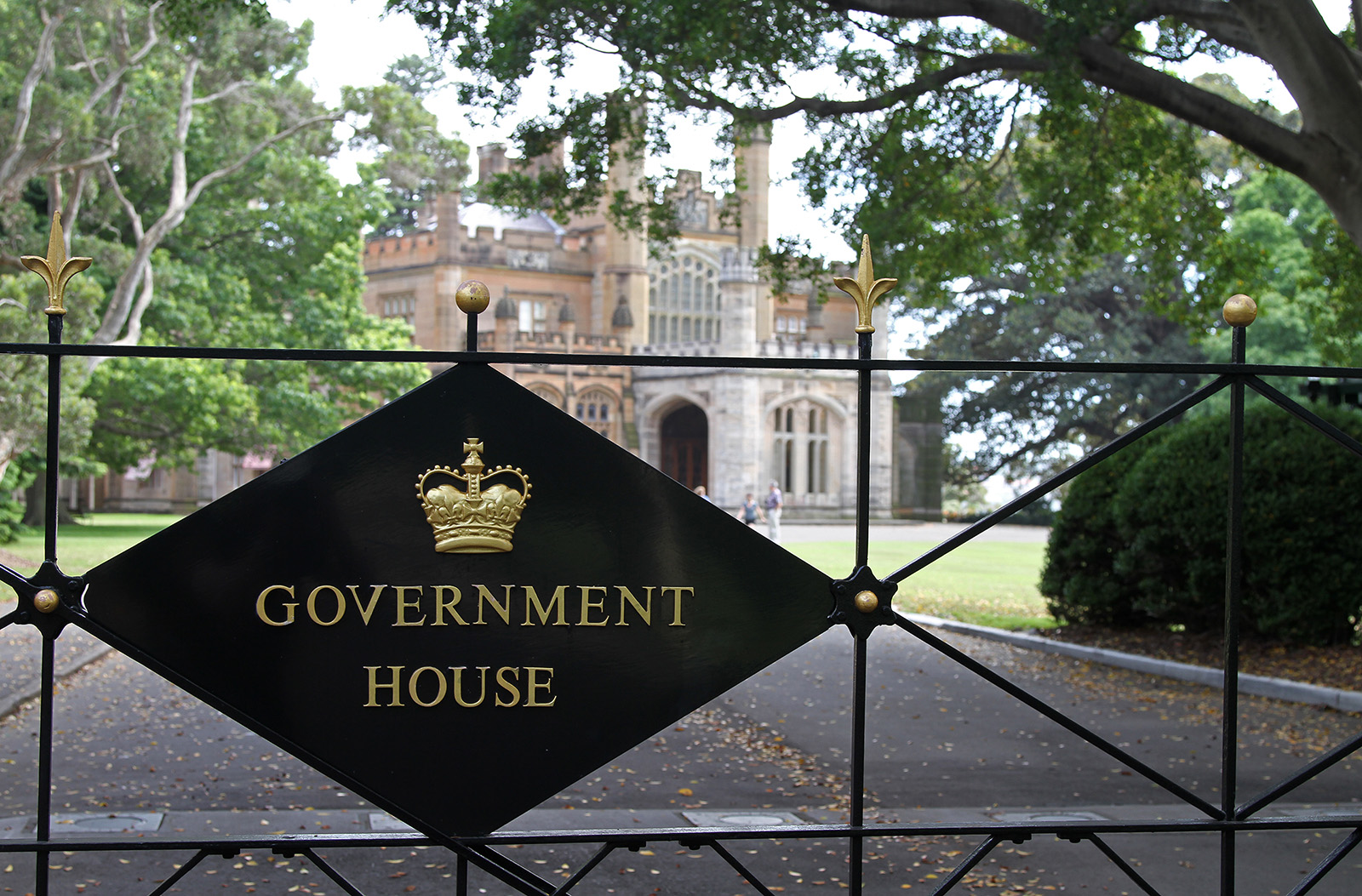
Formal gateway and entrance drive to Government House, Sydney

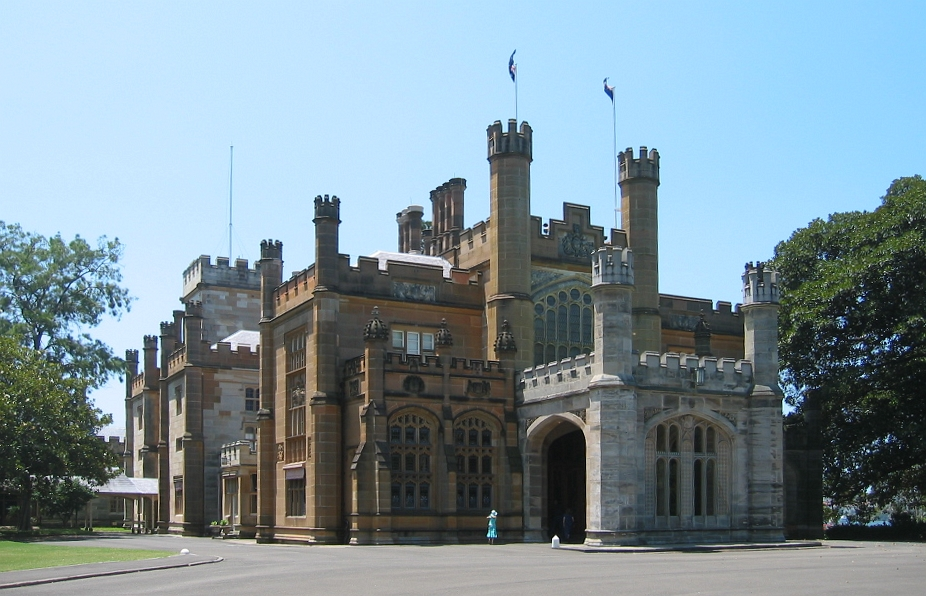
Government House, Sydney

Government House i Sydney, Australien ligger alldeles söder om Operahuset i Sydney, vid Sydney Harbour. Byggnaden var New South Wales guvernörs officiella residens och är än idag guvernörens officiella mottagningsplats. Idag sköts huset av Historic Houses Trust of New South Wales som ett museum.

## Tidigare Government House i Sydney

### Town House
Det första guvernörshemmet i New South Wales, Captain Arthur Phillips residens, var en byggnad gjord av tältduk och timmer som fraktats från England av First Fleet. Huset byggdes efter flottans ankomst januari 1788, en tillfälligt guvernörshus ordnades i hörnet i vad som idag är gatorna Bridge street och Phillip street i Sydney och stod klart 1789. Det byggdes av engelskt tegel, stenar från närområdet och en mängd tegel gjorda av straffångar i Sydney. Huset utvidgades och underhölls av de följande åtta guvernörerna, men var alltid i dåligt skick och revs 1846. Det var byggt eunder ledning av James Bloodsworth, en straffångbyggare ansvarig för byggandet av de flesta av kolonins byggnader mellan 1788 och 1800. Huset plågades av dåligt murbruk (gjord av kalken från krossade snäckskal) och skadedjursangrepp av vita myror och vad som verkade vara stigande fukt under senare år. Trots problemen, var huset en arkitektonisk milsten för Australien, och det första proportionerliga klassiska byggnaden på kontinenten. Den hade även Australiens första trappa. Byggnaden anpassades snabbt till Australiens klimat. En veranda lades till av guvernör King omkring år 1800 och en salong lades till i en sidovinge samma år. Till 1816 anlitades Francis Greenway av guvernör Macquarie till att skapa en betydande utvidgning och en balsal, vilket förvandlade Phillips hus till en italiensk villa. Stallbyggnaden som beställdes för huset av Macquarie 1816 finns ännu i botaniska trädgårarna och utgör fasaden till Sydney Conservatorium of Musics byggnad. Denna byggnad beskrivs bäst som ett litet slott och har kvar många av sina ursprungliga detaljer och nostalgiska bröstvärd och torn. Stora delar av guvernörens domäner öster om det ursprungliga huset har överleft till idag då de intilliggande parkområdena, kända som The Domain, idag är Royal Botanic Gardens, och även dagens guvernörshus trädgård, intill operahuset. Grunderna till detta hus utgrävdes av arkeologer 1983, och inkorporerades i nya Museum of Sydney.
g Major General Lachlan Macquarie (Guvernör 1810-1821) var ansvarig för att påskynda byggandet av många av kolonins första permanenta offentliga hus, och han försökte bygga en ersättare för Sydneys första Government House. Arbete påbörjades av straffångearkitekten Francis Greenway, men projektet godkändes inte av den brittiska regeringen och endast de slottslika stallen var det enda som byggdes av detta. Byggnaden är idag kärnan av Sydney Conservatorium of Music.

### Country House
Det desperata letandet för jordbruksmark för att ge tillräckligt med gröda att föda den nya kolonin ledde till grundandet av staden Parramatta och 1790, byggde guvernör Arthur Phillip ett andra residens till sig själv där. Denna stuga var, såsom så många andra av bosättningens tidiga byggnader, inte robust byggd utan förföll. Den revs 1799. En precedensfall för ett landsbygdsresidens för guvernören hade satts.
Andra landsbygdsresidens för guvernören var bland andra en liten gård byggd i Windsor med utsikt över Hawkesbury River (omkring 1790) och ett residens vid Port Macquarie (omkring 1821) där ruinerna ännu är synliga.

## Old Government House (Parramatta)

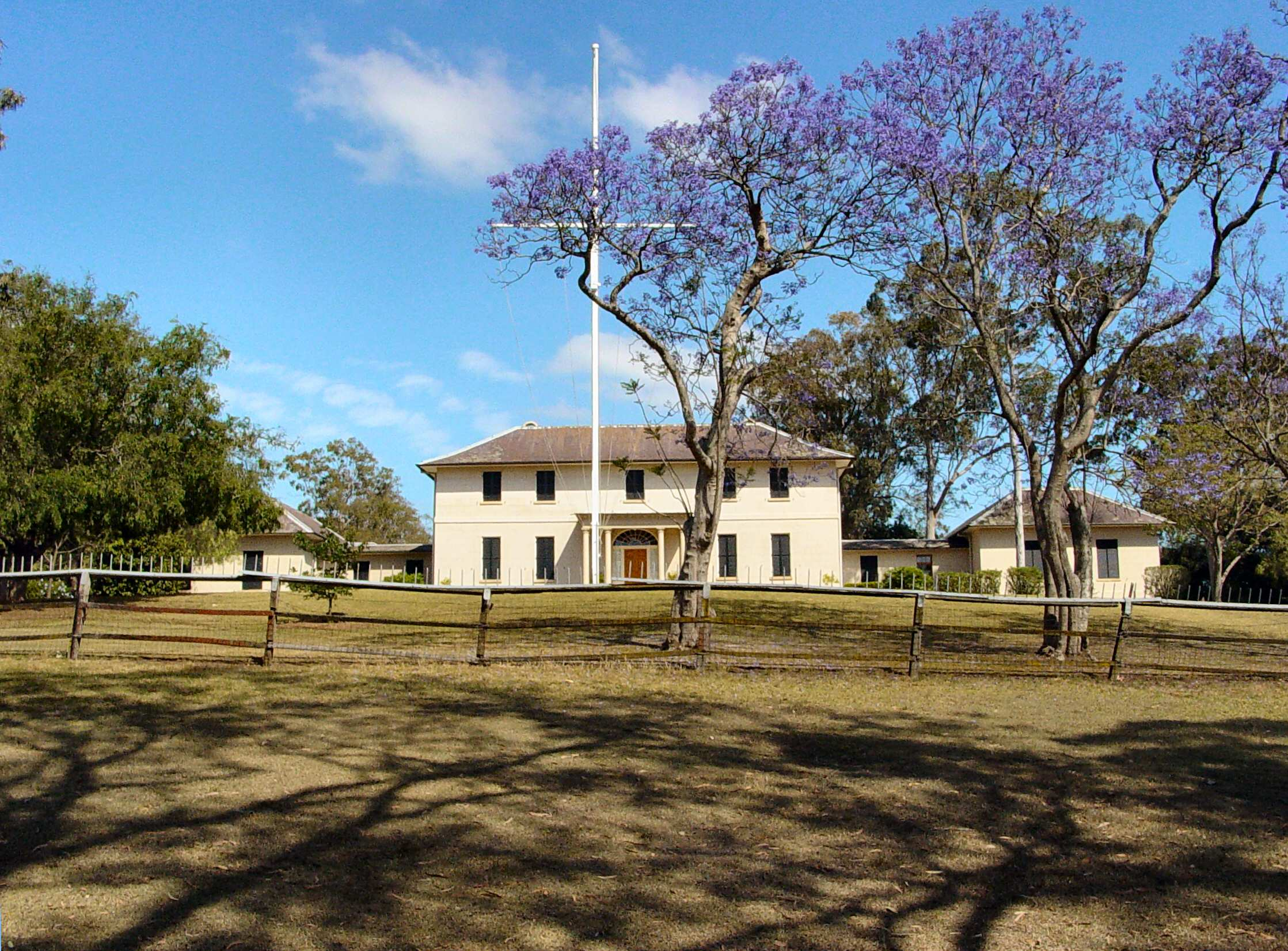
Old Government House, Parramatta.

Den dåliga kvaliteten på Sydneys ursprungliga Government House, såväl som brottsligheten och sanitetssituationen i den växande bosättningen Sydney, övertygade de följande guvernörerna om önskvärdheten med ett lantligt residens. 1799 lät den andre guvernören, John Hunter, rensa bort resterna av Arthur Phillips hus, och en mer permanent byggnad restes på samma plats. 
Senare, med start 1815, utvidgade guvernör Lachlan Macquarie och hans fru huset betydligt och 1818 hade residenset fått det utseende som det ännu har (byggnadens Palladiska stilutvidgningar ritades av Macquaries rådgivare, John Cliffe WattsLieutenant John Watts).
Övriga byggnader inom husets domäner är ett stympat badhus tillskrivet Francis Greenway (1822), några stenar från ett observatorium uppfört för guvernören Thomas Brisbane (1821) och ett litet gårdshus byggt av George Salter 1798-1806 och förvärvat och utvidgat av guvernör Lachlan Maquarie 1816 för att användas som ett mejeri.
Old Government House är inrett i stil med tidigt 1820-tal och är öppet för besökare. Det ligger i Parramatta på 1,1 km² parkområde med utsikt över Parramatta River, och är Australiens äldsta offentliga byggnad. Grunderna är av särskilt intresse då de utgör ett relativt ostört reservat från koloniala eran omgivet av vad som idag är Australiens största urbana område. Brukte av eldstickor av den inhemska Darugstammen, som en gång i tiden bodde i området, syns tydligt genom vissa ärr som syns på träd som ännu står kvar (barken togs bort för att bygga kanoter). Även snäckskal, som användes för att förstärka byggnadens konstruktion har upptäckts ha sitt ursprung från aboriginska kökkenmöddingar.
Old Government House och dess ägor sattes upp på Australian National Heritage List den 1 augusti 2007.

## Government House (Sydney)
1835 gick den brittiska regeringen med på att ett nytt Government House i Sydney var nödvändigt. Den kungliga arkitekten Edward Blore, fick uppdraget att göra ritningarna. Byggnationen påbörjades 1837 under ledning av den koloniala arkitekten Mortimer Lewis, och Colonel Barney of the Royal Engineers. Stone, cedar and marble for the construction were obtained from various areas of New South Wales. A ball in honour of the birthday of Queen Victoria was held in the new building in 1843, although construction was not complete. The first resident, Governor George Gipps, did not move in until 1845.
Government House, som ligger vid Sydney Harbour, har en park på 5 hektar och är placerat söder om Sydney Opera House, mitt emot Farm Cove. Det var ritat i en romantisk nygotik – försedd med tinnar och torn, krenelerad och dekorerad med oljemålningar och sina tidigare inneboendes släktvapen. Förändringar har omfattat en portal på framsidan 1873, en Additions have included a front portico in 1873, an eastern verandah in 1879 and extensions to the ballroom and Governor's study in 1900-01. 
Från 1845 och fram till 1996 fungerade det som Guvernörens residens, kontor och officiella mottagningslokal. Sedan 1996 har dock guvernören, under ledning av New South Wales premiärministrar sedan Bob Carr inte använt huset som ett residens. Guvernörens dagliga kontor har istället förlagts till det historiska och närliggande Generalsekreterarhuset, på 121 Macquarie Street, Sydney. Denna flytt orsakade en kontrovers, då de påstådda kostnadsbesparingarna på över 2 miljoner dollar inte visade sig, revisorerna fann att det kostade 600 000 dollar mer att underhålla byggnaden utan en guvernör bosatt i huset; och besöksfrekvensen minskade (residerande Guvernörer höll öppet för allmänheten under deras tid). Detta ledde till att gruppen Australians for Constitutional Monarchy organiserade en protest, vilket resulterade i en av de största marscherna i Sydneys historia, som blockerade Macquarie Street - en viktig huvudled i centrala Sydney och vägen där delstatsparlaments byggnad ligger.
Government House är öppen för allmänheten, även om det än idag är Guvernörens officiella mottagningslokal.
Government House var en viktig träffpunkt för APECs i september 2007 då politiska ledare för 21 medlemsstater träffades.